# Olympische Sommerspiele 2004/Teilnehmer (Vereinigte Staaten)
| Gelbes Symbol für Goldmedaillen mit stilisierten Olympischen Ringen | Graues Symbol für Silbermedaillen mit stilisierten Olympischen Ringen | Braundes Symbol für Bronzemedaillen mit stilisierten Olympischen Ringen |
| ------------------------------------------------------------------- | --------------------------------------------------------------------- | ----------------------------------------------------------------------- |
| 36                                                                  | 39                                                                    | 26                                                                      |

Die Vereinigten Staaten von Amerika nahmen 2004 zum 24. Mal an Olympischen Sommerspielen teil. 533 Athleten (279 Männer, 254 Frauen) nahmen an den Wettbewerben in 29 Sportarten teil.
Die Baseball-Nationalmannschaft verpasste überraschend die Qualifikation für das Baseball-Turnier.

## Flaggenträger
Die Basketballspielerin Dawn Staley trug die Flagge der Vereinigten Staaten während der Eröffnungsfeier im Olympiastadion.

## Medaillen
Mit 36 gewonnenen Gold-, 39 Silber- und 26 Bronzemedaillen belegte das US-amerikanische Team Platz 1 im Medaillenspiegel.

## Badminton
- Howard Bach
Herrendoppel
- Kevin Han
Herrendoppel

## Basketball
| Herren (Bronze ) | Damen (Gold ) |
| --- | --- |
| Carmelo Anthony – Denver Nuggets Carlos Boozer – Cleveland Cavaliers Tim Duncan – San Antonio Spurs Allen Iverson – Philadelphia 76ers LeBron James – Cleveland Cavaliers Richard Jefferson – New Jersey Jets Stephon Marbury – New York Knicks Shawn Marion – Phoenix Suns Lamar Odom – Miami Heat Emeka Okafor – University of Connecticut Amar'e Stoudemire – Phoenix Suns Dwyane Wade – Miami Heat Teamchef Larry Brown | Sue Bird – Seattle Storm Swin Cash – Detroit Shock Tamika Catchings – Indiana Fever Yolanda Griffith – Sacramento Monarchs Shannon Johnson – San Antonio Silver Stars Lisa Leslie – Los Angeles Sparks Ruth Riley – Detroit Shock Katie Smith – Minnesota Lynx Dawn Staley – Charlotte Sting Sheryl Swoopes – Houston Comets Diana Taurasi – Phoenix Mercury Tina Thompson – Houston Comets Teamchef Van Chancellor |

## Bogenschießen
- Janet Dykman
Damen
- Jennifer Nichols
Damen
- Stephanie White-Arnold
Damen
- Butch Johnson
Herren
- John Magera
Herren
- Vic Wunderle
Herren

## Boxen
| Disziplin                       | Athlet                  |
| ------------------------------- | ----------------------- |
| Halbfliegengewicht (bis 48 kg)  | Rau’Shee Warren         |
| Fliegengewicht (bis 51 kg)      | Ron Siler               |
| Leichtgewicht (bis 60 kg)       | Vicente Escobedo        |
| Halbweltergewicht (bis 64 kg)   | Rock Allen              |
| Weltergewicht (bis 69 kg)       | Vanes Martirosyan       |
| Mittelgewicht (bis 75 kg)       | Andre Dirrell (Bronze ) |
| Halbschwergewicht (bis 81 kg)   | Andre Ward (Gold )      |
| Schwergewicht (bis 91 kg)       | Devin Vargas            |
| Superschwergewicht (über 91 kg) | Jason Estrada           |

## Fechten
- Degen Einzel und Team, Herren
  - Jed Dupree
  - Dan Kellner
  - Jon Tiomkin
- Florett Einzel und Team, Herren
  - Seth Kelsey
  - Cody Mattern
  - Soren Thompson
  - Jan Viviani
- Säbel Einzel und Team, Herren
  - Ivan Lee
  - Jason Rogers
  - Keeth Smart
- Degen Einzel, Damen
  - Kamara James
- Florett Einzel, Damen
  - Erinn Smart
- Säbel Einzel, Damen
  - Emily Jacobson
  - Sada Jacobson (Bronze )
  - Mariel Zagunis (Gold )

## Fußball
Damen (Gold )
- Tor
1 Briana Scurry
18 Kristin Luckenbill
- Abwehr
2 Heather Mitts
3 Christie Rampone
4 Cat Reddick
6 Brandi Chastain
14 Joy Fawcett
15 Kate Markgraf
- Mittelfeld
5 Lindsay Tarpley
7 Shannon Boxx
8 Angela Hucles
10 Aly Wagner
11 Julie Foudy
13 Kristine Lilly
- Sturm
9 Mia Hamm
12 Cindy Parlow
16 Abby Wambach
17 Heather O’Reilly
- Ersatzspielerinnen
Lorrie Fair
Tiffany Roberts
Hope Solo
- Trainerin
April Heinrichs
- Ergebnisse
Vorrunde
 Griechenland: 3:0
 Brasilien: 2:0
 Australien: 1:1
Viertelfinale
 Japan: 2:1
Halbfinale
 Deutschland: 2:1 n. V.
Finale
 Brasilien: 2:1 n. V.

## Gewichtheben
- Oscar Chaplin
- Tara Cunningham
- Shane Hamman
- Cheryl Haworth
- Chad Vaughn

## Judo
- Martin Boonzaayer
- Rhadi Ferguson
- Richard Hawn
- Nicole Kubes
- Charlee Minkin
- Brian Olson
- Alex Ottiano
- Jimmy Pedro (Bronze )
- Ronda Rousey
- Celita Schutz
- Taraje Williams-Murray
- Ellen Wilson

## Kanu
Rennsport
- Andy Bussey (Kajak)
- Kathy Colin (Kajak)
- Carrie Johnson (Kajak)
- Nate Johnson (Canadier)
- Benjie Lewis (Kajak)
- Jordan Malloch (Canadier)
- Marie Mijalis (Kajak)
- Jeff Smoke (Kajak)
- Lauren Spalding (Kajak)
- Bartosz Wolski (Kajak)
- Rami Zur (Kajak)

Slalom
- Chris Ennis, Jr. (Canadier)
- Rebecca Giddens (Silber  im Kajak)
- Brett Heyl (Kajak)
- Joe Jacobi (Canadier)
- Scott Parsons (Kajak)
- Matt Taylor (Canadier)

## Leichtathletik
| Disziplin               | Herren | Damen |
| ----------------------- | --- | --- |
| 100 m                   | Justin Gatlin (Gold ) Maurice Greene (Bronze ) Shawn Crawford | Lauryn Williams (Silber ) LaTasha Colander Gail Devers |
| 200 m                   | Shawn Crawford (Gold ) Bernard Williams (Silber ) Justin Gatlin (Bronze )                                                                                              | Allyson Felix (Silber ) Muna Lee LaShauntea Moore |
| 400 m                   | Jeremy Wariner (Gold ) Otis Harris (Silber ) Derrick Brew (Bronze ) | Sanya Richards DeeDee Trotter Mary Wineberg |
| 800 m                   | Jonathan Johnson Derrick Peterson Khadevis Robinson | Hazel Clark Jearl Miles-Clark Nicole Teter |
| 1500 m                  | Charlie Gruber Grant Robison Alan Webb | Carrie Tollefson |
| 5000 m                  | Tim Broe Jon Riley | Shayne Culpepper Shalane Flanagan Marla Runyan |
| 10.000 m                | Abdihakem Abdirahman Dan Browne Dathan Ritzenhein | Elva Dryer Kate O‘Neill |
| Marathon                | Meb Keflezighi (Silber ) Dathan Ritzenhein Brian Sell | Deena Kastor (Bronze ) Colleen de Reuck Jen Rhines |
| 20 km Gehen             | Kevin Eastler John Nunn Tim Seaman | Teresa Vaill |
| 50 km Gehen             | Curt Clausen Phillip Dunn | |
| 100 m Hürden            | | Joanna Hayes (Gold ) Melissa Morrison (Bronze ) Gail Devers |
| 110 m Hürden            | Terrence Trammell (Silber ) Allen Johnson Duane Ross | |
| 400 m Hürden            | Bennie Brazell James Carter Angelo Taylor | Lashinda Demus Brenda Taylor Sheena Tosta |
| 3000 m Hindernis        | Anthony Famiglietti Robert Gary Daniel Lincoln | |
| 4-mal-100-Meter-Staffel | Shawn Crawford (Silber ) Justin Gatlin (Silber ) Maurice Greene (Silber ) Coby Miller (Silber ) Darvis Patton (Silber für Vorlaufeinsatz)                              | LaTasha Colander Marion Jones Angela Williams Lauryn Williams |
| 4-mal-400-Meter-Staffel | Derrick Brew (Gold ) Otis Harris (Gold ) Andrew Rock (Gold für Vorlaufeinsatz) Jeremy Wariner (Gold ) Darold Williamson (Gold ) Kelly Willie (Gold für Vorlaufeinsatz) | Crystal Cox (Gold für Vorlaufeinsatz) Monique Henderson (Gold ) Monique Hennagan (Gold ) Sanya Richards-Ross (Gold ) Moushaumi Robinson (Gold für Vorlaufeinsatz) DeeDee Trotter (Gold ) |
| Hochsprung              | Matt Hemingway (Silber ) Tora Harris Jamie Nieto | Amy Acuff Chaunte Howard Tisha Waller |
| Stabhochsprung          | Tim Mack (Gold ) Toby Stevenson (Silber ) Derek Miles | Stacy Dragila Jillian Schwartz Kellie Suttle |
| Weitsprung              | Dwight Phillips (Gold ) John Moffitt (Silber ) Walter Davis | Marion Jones Rose Richmond Grace Upshaw |
| Dreisprung              | Kenta Bell Walter Davis Mel Lister | Tiombe Hurd Yuliana Perez |
| Speerwurf               | Breaux Greer | Kim Kreiner |
| Diskuswurf              | Casey Malone Jarred Rome Ian Waltz | Stephanie Brown Trafton Seilala Sua Aretha Thurmond |
| Kugelstoßen             | Adam Nelson (Gold ) John Godina Reese Hoffa | Laura Gerraughty Kristin Heaston |
| Hammerwurf              | A. G. Kruger James Parker | Erin Gilreath Jackie Jeschelnig Anna Mahon |
| Siebenkampf             | | Shelia Burrell Tiffany Lott-Hogan Michelle Perry |
| Zehnkampf               | Bryan Clay (Silber ) Tom Pappas Paul Terek | |

John Capel und Consuella Moore waren nominiert, kamen aber nicht zum Einsatz. Torri Edwards durfte wegen einer Dopingsperre nicht mehr antreten.

## Moderner Fünfkampf
- Anita Allen
Damen, Einzel
- Mary Beth Iagorashvili
Damen, Einzel
- Wachtang Iagoraschwili
Herren, Einzel
- Chad Senior
Herren, Einzel

## Radsport
- Kristin Armstrong
- Deirdre Demet-Barry (Silber )
- Adam Duvendeck
- Tyler Hamilton
- George Hincapie
- Jeremy Horgan-Kobelski
- Bobby Julich (Silber )
- Levi Leipheimer
- Giddeon Massie
- Jason McCartney
- Mary McConneloug
- Erin Mirabella
- Marty Nothstein
- Colby Pearce
- Jennie Reed
- Christian Stahl
- Christine Thorburn
- Todd Wells

## Reiten
- Darren Chiacchia (Bronze )
- Robert Dover (Bronze )
- Chris Kappler (Gold , Silber )
- Beezie Madden (Gold )
- Debbie McDonald (Bronze )
- Julie Richards (Bronze )
- Guenter Seidel (Bronze )
- Kimberly Severson (Silber , Bronze )
- Amy Tryon (Bronze )
- McLain Ward (Gold )
- Lisa Wilcox (Bronze )
- John Williams (Bronze )
- Peter Wylde (Gold )

## Rhythmische Sportgymnastik
- Mary Sanders

## Ringen
- Stephen Abas (Silber )
- Daniel Cormier
- Rulon Gardner (Bronze )
- Jim Gruenwald
- Eric Guerrero
- Dennis Hall
- Jamill Kelly (Silber )
- Garrett Lowney
- Kerry McCoy
- Sara McMann (Silber )
- Patricia Miranda (Bronze )
- Toccara Montgomery
- Tela O’Donnell
- Cael Sanderson (Gold )
- Brad Vering
- Joe E. Williams
- Oscar Wood

## Rudern
- Aquil Abdullah
- Chris Ahrens (Gold )
- Wyatt Allen (Gold )
- Dan Beery (Gold )
- Stacey Borgman
- Pete Cipollone (Gold )
- Alison Cox (Silber )
- Caryn Davies (Silber )
- Matt Deakin (Gold )
- Jennifer Devine
- Megan Dirkmaat (Silber )
- Sloan DuRoss
- Hilary Gehman
- Michelle Guerette
- Joey Hansen (Gold )
- Ben Holbrook
- Danika Holbrook-Harris
- Beau Hoopman (Gold )
- Katherine Johnson (Silber )
- Sarah Jones
- Garrett Klugh
- Laurel Korholz (Silber )
- Kate Mackenzie
- Samantha Magee (Silber )
- Anna Mickelson (Silber )
- Wolf Moser
- Lianne Nelson (Silber )
- Henry Nuzum
- Jason Read (Gold )
- Greg Ruckman
- Kelly Salchow
- Artour Samsonov
- Lisa Schlenker
- Jamie Schroeder
- Kent Smack
- Matt Smith
- Paul Teti
- Patrick Todd
- Steve Tucker
- Bryan Volpenhein (Gold )
- Luke Walton
- Steve Warner
- Michael Wherley
- Mary Whipple (Silber )
- Brett Wilkinson

## Schießen
- Michael Anti (Silber )
- Lance Bade
- Sarah Blakeslee
- Libby Callahan
- Emily Caruso
- Shawn Dulohery
- Walton Eller
- Matt Emmons (Gold )
- Bret Erickson
- Connie Fluker-Smotek
- James Graves
- Morgan Hicks
- Koby Holland
- Hattie Johnson
- Whitly Loper
- Jason Parker
- Kimberly Rhode (Gold )
- Adam Saathoff
- Beki Snyder
- Daryl Szarenski
- Jason Turner

## Schwimmen
| Disziplin           | Herren | Damen |
| ------------------- | --- | --- |
| 50 m Freistil       | Gary Hall junior (Gold ) Jason Lezak                                                                                                   | Kara Lynn Joyce Jenny Thompson |
| 100 m Freistil      | Ian Crocker Jason Lezak | Natalie Coughlin (Bronze ) Kara Lynn Joyce                                                                                             |
| 200 m Freistil      | Michael Phelps (Bronze ) Klete Keller                                                                                                  | Dana Vollmer Lindsay Benko |
| 400 m Freistil      | Klete Keller (Bronze ) Larsen Jensen                                                                                                   | Kaitlin Sandeno (Bronze ) Kalyn Keller                                                                                                 |
| 800 m Freistil      | | Diana Munz (Bronze ) Kalyn Keller |
| 1500 m Freistil     | Larsen Jensen (Silber ) Erik Vendt | |
| 100 m Rücken        | Aaron Peirsol (Gold ) Lenny Krayzelburg                                                                                                | Natalie Coughlin (Gold ) Haley Cope |
| 200 m Rücken        | Aaron Peirsol (Gold ) Bryce Hunt | Kristen Caverly Margaret Hoelzer |
| 100 m Brust         | Brendan Hansen (Silber ) Mark Gangloff                                                                                                 | Amanda Beard Tara Kirk |
| 200 m Brust         | Brendan Hansen (Bronze ) Scott Usher                                                                                                   | Amanda Beard (Gold ) Caroline Bruce |
| 100 m Schmetterling | Michael Phelps (Gold ) Ian Crocker (Silber )                                                                                           | Rachel Komisarz Jenny Thompson |
| 200 m Schmetterling | Michael Phelps (Gold ) Tom Malchow | Dana Kirk Kaitlin Sandeno |
| 200 m Lagen         | Michael Phelps (Gold ) Ryan Lochte (Silber )                                                                                           | Amanda Beard (Silber ) Katie Hoff |
| 400 m Lagen         | Michael Phelps (Gold ) Erik Vendt (Silber )                                                                                            | Kaitlin Sandeno (Silber ) Katie Hoff                                                                                                   |
| 4 × 100 m Freistil  | Ian Crocker/Jason Lezak/Michael Phelps/Neil Walker (Bronze ) Vorlauf: Nate Dusing/Gary Hall junior/Neil Walker/Gabe Woodward           | Natalie Coughlin/Kara Lynn Joyce/Jenny Thompson/Amanda Weir (Silber ) Vorlauf: Lindsay Benko/Maritza Correia/Colleen Lanne/Amanda Weir |
| 4 × 200 m Freistil  | Klete Keller/Ryan Lochte/Michael Phelps/Peter Vanderkaay (Gold ) Vorlauf: Scott Goldblatt/Daniel Ketchum/Klete Keller/Peter Vanderkaay | Natalie Coughlin/Carly Piper/Kaitlin Sandeno/Dana Vollmer (Gold ) Vorlauf: Lindsay Benko/Rhi Jeffrey/Rachel Komisarz/Carly Piper       |
| 4 × 100 m Lagen     | Ian Crocker/Brendan Hansen/Jason Lezak/Aaron Peirsol (Gold ) Vorlauf: Mark Gangloff/Lenny Krayzelburg/Michael Phelps/Neil Walker       | Amanda Beard/Natalie Coughlin/Kara Lynn Joyce/Jenny Thompson (Silber ) Vorlauf: Haley Cope/Tara Kirk/Rachel Komisarz/Amanda Weir       |

## Segeln
- Kevin Burnham (Gold )
- Lanee Beashel
- Paul Cayard
- Carol Cronin
- Liz Filter
- Paul Foerster (Gold )
- Meg Galliard
- Nancy Haberland
- Kevin Hall
- Isabelle Kinsolving
- John Lovell (Silber )
- Katie McDowell
- Mark Mendelblatt
- Charlie Ogletree (Silber )
- Pete Spaulding
- Phil Trinter
- Tim Wadlow
- Peter Wells

## Softball
Damen (Gold )
- Laura Berg
- Crystl Bustos
- Lisa Fernandez
- Jennie Finch
- Tairia Flowers
- Amanda Freed
- Lori Harrigan
- Lovieanne Jung
- Kelly Kretschman
- Jessica Mendoza
- Stacey Nuveman
- Leah O’Brien
- Cat Osterman
- Jenny Topping
- Natasha Watley

## Synchronschwimmen
Damen (Bronze )
- Alison Bartosik (auch Bronze  im Duett)
- Tamara Crow
- Erin Dobratz
- Rebecca Jasontek
- Anna Kozlova (auch Bronze  im Duett)
- Sara Lowe
- Lauren McFall
- Stephanie Nesbitt
- Kendra Zanotto

## Taekwondo
- Nia Abdallah (Silber ; Damen)
- Steven Lopez (Gold ; Herren)

## Tennis
Herren
Einzel:
- Taylor Dent
- Mardy Fish (Silber )
- Andy Roddick
- Vincent Spadea

Doppel:
- Bob Bryan/Mike Bryan
- Mardy Fish/Andy Roddick

Damen
Einzel:
- Lisa Raymond
- Chanda Rubin
- Venus Williams

Doppel:
- Martina Navratilova/Lisa Raymond
- Chanda Rubin/Venus Williams

Jennifer Capriati und Serena Williams wurden ebenfalls nominiert, kamen aber zu keinem Einsatz.

## Tischtennis
- Tawny Banh
Damen, Einzel und Doppel
- Jasna Fazlić
Damen, Einzel und Doppel
- Mark Hazinski
Herren, Doppel
- Gao Jun
Damen, Einzel und Doppel
- Ilija Lupulesku
Herren, Einzel und Doppel
- Khoa Dinh Nguyen
Herren, Einzel
- Whitney Ping
Damen, Doppel

## Triathlon
- Hunter Kemper
Herren
- Victor Plata
Herren
- Andy Potts
Herren
- Barb Lindquist
Damen
- Sheila Taormina
Damen
- Susan Williams (Bronze )
Damen

## Turnen

### Kunstturnen
Herren (alle Silber  im Mannschaftsmehrkampf)
- Jason Gatson
- Morgan Hamm
- Paul Hamm (Gold  im Einzelmehrkampf, Silber  am Barren)
- Brett McClure
- Blaine Wilson
- Guard Young

Damen (alle Silber  im Mannschaftsmehrkampf)
- Mohini Bhardwaj
- Annia Hatch (Silber  beim Pferdsprung)
- Terin Humphrey (Silber  am Stufenbalken)
- Courtney Kupets (Bronze  am Stufenbalken)
- Courtney McCool
- Carly Patterson (Gold  im Einzelmehrkampf, Silber  am Schwebebalken)

### Trampolinturnen
- Jennifer Parilla
  - Damen, Einzel

## Volleyball

### Beachvolleyball
Herren
Team 1: Dax Holdren, Stein Metzger
Team 2: Dain Blanton, Jeff Nygaard
Damen
Team 1: Misty May-Treanor, Kerri Walsh (Gold )
Team 2: Holly McPeak, Elaine Youngs (Bronze )

### Hallenvolleyball
| Herren - 1 Lloy Ball - 5 Erik Sullivan - 6 Philipp Eatherton - 8 William Priddy - 8 Donald Suxho - 9 Ryan Millar - 10 Riley Salmon - 11 Brook Billings - 12 Thomas Hoff - 13 Clayton Stanley - 14 Kevin Barnett - 15 Gabriel Gardner | Damen - 1 Prikeba Phipps - 2 Danielle Scott-Arruda - 3 Tayyiba Haneef-Park - 4 Lindsey Berg - 5 Stacy Sykora - 6 Elisabeth Bachman - 7 Heather Bown - 9 Ogonna Nnamani - 11 Robyn Ah Mow-Santos - 12 Nancy Metcalf - 13 Tara Cross-Battle - 18 Logan Tom |

## Wasserball
| Herren - Mannschaft Omar Amr Tony Azevedo Ryan Bailey Layne Beaubien Brandon Brooks Genai Kerr Dan Klatt Brett Ormsby Jeffrey Powers Chris Segesman Jesse Smith Wolf Wigo Adam Wright - Trainer Ratko Rudić - Ergebnisse Vorrunde Kroatien: 7:6 Kasachstan: 9:6 Ungarn: 5:7 Russland: 7:9 Serbien und Montenegro: 4:9 Platzierungsspiel Australien: 6:5 Finale Italien: 9:8 | Damen (Bronze ) - Mannschaft Robin Beauregard Margaret Dingeldein Gabrielle Domanic Ellen Estes Jacqueline Frank Natalie Golda Ericka Lorenz Heather Moody Thalia Munro Nicole Payne Heather Petri Kelly Rulon Amber Stachowski Brenda Villa - Trainer Guy Baker - Ergebnisse Vorrunde Ungarn: 7:6 Kanada: 5:6 Russland: 8:4 Viertelfinale Freilos Halbfinale Italien: 5:6 Spiel um Platz 3 Australien: 6:5 |

## Wasserspringen
- Cassandra Cardinell
Damen
- Justin Dumais
Herren
- Troy Dumais
Herren
- Caesar Garcia
Herren
- Sara Hildebrand
Damen
- Rachelle Kunkel
Damen
- Kyle Prandi
Herren
- Mark Ruiz
Herren
- Kimiko Soldati
Damen
- Justin Wilcock
Herren
- Laura Wilkinson
Damen